# Spiradiclis laxiflora
Spiradiclis laxiflora là một loài thực vật có hoa trong họ Thiến thảo. Loài này được W.L.Sha & X.X.Chen miêu tả khoa học đầu tiên năm 1983.